# Casearia tinifolia
Casearia tinifolia é uma espécie de planta da família Salicaceae já extinta. Era endêmica da ilha Maurício e foi descrita pelo botânico francês Étienne Pierre Ventenat.

## Características
Arbusto de 1,5 m a 2,5 m, de coloração cinza; ramos axilares, guarnecidos com folhas alternadas com pecíolos, oval invertidas, ápice por vezes recuado no topo, glabras, verde-vivo, mais pálidas na face inferior, inteiras, com poros transparentes, com cerca de 10 cm de comprimento e 2 cm ou mais de largura; estípulas glabras, ovais, agudas, menores do que o pecíolo; pedúnculos das flores solitários, axilares, três vezes maiores do que os pecíolos; cálice profundamente dividido, piloso por fora; doze estames monodelfos; ovário calvo; estilete do comprimento dos estames; estigma à cabeça. Vista a ultima vez em 1976 nas ilhas Mauricio. São desconhecidas as causas da extinção.